# Andrew Bird (roer)
Andrew David Bird (født 17. marts 1967 i Greymouth, New Zealand) er en newzealandsk tidligere roer.
Bird vandt en bronzemedalje for New Zealand i disciplinen firer med styrmand ved OL 1988 i Seoul. Han var styrmand i båden, der blev roet af Ian Wright, Christopher White, Greg Johnston og George Keys. I finalen kom den newzealandske båd ind efter Østtyskland og Rumænien, der vandt henholdsvis guld og sølv. Det var det eneste OL han deltog i.
Bird vandt desuden en VM-sølvmedalje i firer med styrmand ved VM 1986 i Nottingham.

## OL-medaljer
- 1988:  Bronze i firer med styrmand